# فهرست دانشگاه‌های اصفهان
در مجموع حدود ۲۵ دانشگاه در شهر اصفهان و حومه مشغول به فعالیت می‌باشند.

## تاریخچه کلی
آموزش عالی در اصفهان به شیوه جدید به‌طور رسمی در سال ۱۳۲۵ و با تأسیس آموزشگاه عالی بهداری توسط  شارل ابرلن آغاز شد. در ادامه و در سال ۱۳۲۹ دانشکده پزشکی اصفهان تأسیس شد و در سال ۱۳۴۷ و با ادغام چندین دانشکده، دانشگاه اصفهان به شکل رسمی تأسیس شد.
در سال ۱۳۵۵ دانشکده پردیس اصفهان تأسیس شد و در سال ۱۳۷۹ و با تجمیع چند دانشکده، رسماً به نام دانشگاه هنر اصفهان شناخته شد.
در سال ۱۳۵۶ دانشگاه صنعتی آریامهر اصفهان با الگوگیری از دانشگاه ام آی تی آمریکا تأسیس شد که پس از انقلاب دانشگاه صنعتی اصفهان نام گرفت.
در سال ۱۳۶۴ و با مصوبه وزارت بهداشت، دانشگاه علوم پزشکی اصفهان فعالیت مستقل خود را آغاز نموده و از دانشگاه اصفهان جدا شد.
در سال ۱۳۶۶ و با تصویب هیئت امنای دانشگاه آزاد اسلامی، دانشگاه آزاد اسلامی واحد اصفهان(خوراسگان)، در حاشیه شهر اصفهان شروع به فعالیت کرد.

## فهرست دانشگاه‌های دولتی اصفهان
| نام دانشگاه                                             | نام دانشگاه                                             | سال تأسیس | وبگاه | آدرس                                                                                             | لوگو                                         |
| ------------------------------------------------------- | ------------------------------------------------------- | --------- | ----- | ------------------------------------------------------------------------------------------------ | -------------------------------------------- |
| دانشگاه اصفهان                                          | دانشگاه اصفهان                                          | ۱۳۲۵      | وبگاه | خیابان دانشگاه، میدان آزادی                                                                      |                                              |
| دانشگاه علوم پزشکی اصفهان                               | دانشگاه علوم پزشکی اصفهان                               | ۱۳۲۵      | وبگاه | خیابان هزار جریب، دانشگاه علوم پزشکی و خدمات بهداشتی درمانی اصفهان                               |                                              |
| دانشگاه صنعتی اصفهان                                    | دانشگاه صنعتی اصفهان                                    | ۱۳۵۶      | وبگاه | فلکه دانشگاه صنعتی ، خمینی شهر ،بلوار دانشگاه صنعتی اصفهان                                       |                                              |
| دانشگاه هنر اصفهان                                      | دانشگاه هنر اصفهان                                      | ۱۳۵۵      | وبگاه | خیابان حکیم نظامی، روبروی خیابان خاقانی، دانشگاه هنر اصفهان                                      |                                              |
| دانشگاه ملی مهارت                                       | دانشکده ملی مهارت اصفهان(شهید محسن مهاجر)               | ۱۳۴۶      | وبگاه | در مجاورت دانشگاه اصفهان قرار دارد.                                                              |                                              |
| دانشگاه ملی مهارت                                       | دانشکده فنی سروش                                        |           |       |                                                                                                  |                                              |
| دانشگاه ملی مهارت                                       | آموزشکده فنی دختران اصفهان                              |           |       |                                                                                                  |                                              |
| شهرک علمی و تحقیقاتی اصفهان                             | شهرک علمی و تحقیقاتی اصفهان                             | ۱۳۸۰      | وبگاه | بزرگراه شهید سردار زاهدی، جنب دانشگاه صنعتی اصفهان                                               |                                              |
| دانشگاه پیام نور اصفهان                                 | دانشگاه پیام نور خوراسگان                               |           | وبگاه | اصفهان ،بلوار آیت الله اشرفی اصفهانی ، نبش خیابان نبوی منش                                       |                                              |
| مرکز تحقیقات و آموزش کشاورزی و منابع طبیعی استان اصفهان | مرکز تحقیقات و آموزش کشاورزی و منابع طبیعی استان اصفهان | ۱۳۳۲      | وبگاه | اصفهان - شهرک امیرحمزه - خیابان امیریه - مرکز تحقیقات و آموزش کشاورزی و منابع طبیعی استان اصفهان | وزارت جهاد کشاورزی و دانشکده های مربوط به آن |

## دانشگاه نظامی
- دانشگاه علوم و فنون زمینی امیرالمومنین دانشگاه افسری نیروی زمینی سپاه پاسداران انقلاب اسلامی است.

## دانشگاه آزاد اسلامی
- دانشگاه آزاد اسلامی واحد اصفهان
- دانشگاه آزاد اسلامی واحد نجف‌آباد
- دانشگاه آزاد اسلامی واحد خمینی‌شهر
- دانشگاه آزاد اسلامی واحد کاشان
- دانشگاه آزاد اسلامی واحد گلپایگان
- دانشگاه آزاد اسلامی واحد فلاورجان
- دانشگاه آزاد اسلامی واحد میمه
- دانشگاه آزاد اسلامی واحد تیران
- دانشگاه آزاد اسلامی واحد مبارکه
- دانشگاه آزاد اسلامی واحد مجلسی
- دانشگاه آزاد اسلامی واحد دولت‌آباد
- دانشگاه آزاد اسلامی واحد شهرضا
- دانشگاه آزاد اسلامی واحد دهاقان
- دانشگاه آزاد اسلامی واحد جوشقان قالی
- دانشگاه آزاد اسلامی واحد شاهین شهر

## دانشگاه‌ها و موسسات غیردولتی غیرانتفاعی
•دانشگاه غیردولتی - غیرانتفاعی شیخ بهائی
•دانشکده غیردولتی - غیرانتفاعی معارف قرآنی اصفهان
•موسسه آموزش عالی غیردولتی - غیرانتفاعی ایران زمین
•موسسه آموزش عالی غیردولتی - غیرانتفاعی بزرگمهر
•موسسه آموزش عالی غیردولتی - غیرانتفاعی دانش پژوهان 
•موسسه آموزش عالی غیردولتی - غیرانتفاعی راغب اصفهانی 
•موسسه آموزش عالی غیردولتی - غیرانتفاعی سپاهان
•موسسه آموزش عالی غیردولتی - غیرانتفاعی سپهر
•موسسه آموزش عالی غیردولتی - غیرانتفاعی سنایی 
•موسسه آموزش عالی غیردولتی - غیرانتفاعی المهدی 
•موسسه آموزش عالی غیردولتی - غیرانتفاعی شهید اشرفی اصفهانی
•موسسه آموزش عالی غیردولتی - غیرانتفاعی صبح صادق 
•موسسه آموزش عالی غیردولتی - غیرانتفاعی صفاهان
•موسسه آموزش عالی غیردولتی - غیرانتفاعی صنعتی فولاد 
•موسسه آموزش عالی غیردولتی - غیرانتفاعی علوم و فناوری سپاهان
•موسسه آموزش عالی غیردولتی - غیرانتفاعی فرزانگان
•موسسه آموزش عالی غیردولتی - غیرانتفاعی هشت بهشت
•موسسه آموزش عالی غیردولتی - غیرانتفاعی نقش جهان